# Несправжній суглоб
Несправжній суглоб (псевдоартроз) — патологічне з'єднання кісток в місці перелому, при якому перелом не зростається, а утворюється рухоме з'єднання. Причинами є погане кровопостачання ураженої ділянки і відсутність іммобілізації.